# 김인철 (행정학자)
김인철(金仁喆, 1957년 6월 22일 ~ )은 한국외국어대학교 행정학과 교수이다. 본관은 분성이며, 경상남도 마산시 출신이다. 제10·11대 한국외국어대학교 총장과 제21대 한국사립대학총장협의회 회장을 역임했다. 윤석열 정부의 사회부총리 겸 교육부 장관 후보자로 지명되었지만 자진 사퇴했다.

## 학력
- 용산고등학교 졸업
- 한국외국어대학교 행정학 학사
- 한국외국어대학교 대학원 행정학 석사
- 델라웨어 대학교 대학원 정치학 박사

## 경력
- 1988년 ~ 한국외국어대학교 행정학과 교수
- 1994년 캔버라 대학교 단기 초빙교수
- 1996년 존스홉킨스 대학교 초빙교수
- 2002~2004년 한국외국어대학교 기획조정처 처장
- 2006년 재정경제부 혁신지원위원회 위원장
- 2007~2008년 한국외국어대학교 정치행정언론대학원 원장
- 2008~2010년 대검찰청 감찰위원회 감찰위원
- 2008~2010년 한국외국어대학교 서울캠퍼스 교무처 처장
- 2010~2011년 교육개혁협의회 위원
- 2010~2011년 정부업무평가위원회 위원
- 2010~2011년 한국외국어대학교 대외부총장
- 2010년 한국정책학회 회장
- 2011~2013년 감사원 감사위원
- 2013~2016년 한국풀브라이트 총동문회장
- 2014~2015년 한국 아랍소사이어티 이사장
- 2014~2017년 사이버한국외국어대학교 총장
- 2014~2022년 한국외국어대학교 총장
- 2017년~ 사단법인 비비비코리아 회장
- 2018~2020년 제21대 한국사립대학총장협의회 회장
- 2019년~ 제3기 서울고등검찰청 검찰시민위원회 위원장
- 2020~2022년 제25대 한국대학교육협의회 회장
- 2022년 4월 : 제60대 사회부총리 겸 교육부 장관 후보자
- 2022년 5월 : 장관직 자진 사퇴